# Tesoro di Cirene
Il Tesoro di Cirene era un edificio nel santuario di Apollo a Delfi, in Grecia. Il tesoro fu probabilmente costruito come segno di gratitudine per una grande donazione di grano offerta dagli abitanti di Cirene a quelli di Delfi durante un periodo di carestia.

## Descrizione
Il tesoro di Cirene era probabilmente l'ultimo tesoro che è stato costruito all'interno del santuario di Apollo. Era orientato verso il Tempio di Apollo. La sua data di costruzione è stimata in ca. 334-322 a.C. Fu costruita nella parte orientale del distretto, sostenuta da una base (crepidoma) in pietra calcarea e composta da tre gradini. L'elevazione del tesoro era costituita da due tipi di marmo con provenienza da Paros e dal Monte Pentelico. Fu costruito nell'ordine dorico, con un vestibolo e una cella. Le ante erano dotate di semicolonne sul lato interno. L'edificio era coperto da un tetto di marmo, la cui cimasa era decorata con gargolle in forme alternate (teste di leone e tubi semplici). Un'iscrizione a nord afferma che i Cirenei ricevettero la promanteia dalla città di Delfi, come segno di gratitudine per un pesante carico di grano che il primo aveva offerto a quest'ultimo durante un periodo di carestia. Cirene fu una regione produttrice di grano in tutto il periodo ellenistico e romano. Davanti al tesoro c'era una piccola piazza e a suo sud fu scoperto un edificio che era stato precedentemente identificato come pritaneo.